# Див овес
Дивият овес (Avena fatua) е вид растение от семейство Житни (Poaceae).
Те са незастрашен вид.
Таксонът е описан за пръв път от Карл Линей през 1753 година.

## Подвидове
- Avena fatua subsp. fatua
- Avena fatua subsp. sativa